# Lista siturilor arheologice din județul Vaslui - A
Lista siturilor arheologice din județul Vaslui - A conține toate siturile arheologice din județul Vaslui înscrise în Repertoriul Arheologic Național (RAN) și aflate în localități al căror nume începe cu litera A. RAN este administrat de Ministerul Culturii și Patrimoniului Național și cuprinde date științifice, cartografice, topografice, imagini și planuri, precum și orice alte informații privitoare la zonele cu potențial arheologic, studiate sau nu, încă existente sau dispărute.
Puteți căuta un sit din localitățile care încep cu litera A folosind formularul de mai jos sau puteți naviga prin toate siturile din județ la Lista siturilor arheologice din județul Vaslui.
| Cod RAN                                   | Denumire | Localitate                            | Adresă             | Datare                | Descoperit | Coordonate | Imagine           | Erori            |
| ----------------------------------------- | --- | ------------------------------------- | ------------------ | --------------------- | ---------- | ---------- | ----------------- | ---------------- |
| 162942.01.02                              | Situl arheologic de la Armășeni - Muncel / ansamblu anonim (Categorie: locuire civilă) (Tip: așezare)                      | sat Armășeni, comuna Bunești-Averești | Armășeni-Muncel    | Precucuteni           |            |            | Încărcați imagine | Raportați eroare |
| 162942.01.03                              | Situl arheologic de la Armășeni - Muncel / ansamblu anonim (Categorie: locuire civilă) (Tip: așezare)                      | sat Armășeni, comuna Bunești-Averești | Armășeni-Muncel    | Cucuteni              |            |            | Încărcați imagine | Raportați eroare |
| 162942.01.04                              | Situl arheologic de la Armășeni - Muncel / ansamblu anonim (Categorie: locuire civilă) (Tip: așezare)                      | sat Armășeni, comuna Bunești-Averești | Armășeni-Muncel    | Monteoru              |            |            | Încărcați imagine | Raportați eroare |
| 162942.01.01                              | Situl arheologic de la Armășeni - Muncel / ansamblu anonim (Categorie: locuire civilă) (Tip: așezare)                      | sat Armășeni, comuna Bunești-Averești | Armășeni-Muncel    | Criș                  |            |            | Încărcați imagine | Raportați eroare |
| 162942.01.05                              | Situl arheologic de la Armășeni - Muncel / ansamblu anonim (Categorie: locuire civilă) (Tip: așezare)                      | sat Armășeni, comuna Bunești-Averești | Armășeni-Muncel    |                       |            |            | Încărcați imagine | Raportați eroare |
| 162942.01.06                              | Situl arheologic de la Armășeni - Muncel / ansamblu anonim (Categorie: locuire civilă) (Tip: așezare)                      | sat Armășeni, comuna Bunești-Averești | Armășeni-Muncel    | sec. IV-III a.Chr     |            |            | Încărcați imagine | Raportați eroare |
| 162942.02.01 (Cod LMI: VS-I-m-B-06658.05) | Situl arheologic de la Armășeni / ansamblu anonim (Categorie: locuire civilă) (Tip: Așezare)                               | sat Armășeni, comuna Bunești-Averești |                    | Noua                  |            |            | Încărcați imagine | Raportați eroare |
| 162942.02.02 (Cod LMI: VS-I-m-B-06658.04) | Situl arheologic de la Armășeni / ansamblu anonim (Categorie: locuire civilă) (Tip: Așezare)                               | sat Armășeni, comuna Bunești-Averești |                    | sec. III - IV         |            |            | Încărcați imagine | Raportați eroare |
| 162942.02.03 (Cod LMI: VS-I-m-B-06658.03) | Situl arheologic de la Armășeni / ansamblu anonim (Categorie: locuire civilă) (Tip: Așezare)                               | sat Armășeni, comuna Bunești-Averești |                    | sec. VI - VII         |            |            | Încărcați imagine | Raportați eroare |
| 162942.02.04 (Cod LMI: VS-I-m-B-06658.02) | Situl arheologic de la Armășeni / ansamblu anonim (Categorie: locuire civilă) (Tip: Așezare)                               | sat Armășeni, comuna Bunești-Averești |                    | sec. VIII - IX        |            |            | Încărcați imagine | Raportați eroare |
| 162942.02.05 (Cod LMI: VS-I-m-B-06658.01) | Situl arheologic de la Armășeni / ansamblu anonim (Categorie: locuire civilă) (Tip: Așezare)                               | sat Armășeni, comuna Bunești-Averești |                    | sec. X - XI           |            |            | Încărcați imagine | Raportați eroare |
| 162158.01.01 (Cod LMI: VS-I-s-A-06659)    | Cetatea Latene de la Arsura - "Cetățuia Mogoșești" / ansamblu Cetățuia Mogoșești (Categorie: locuire civilă) (Tip: Cetate) | sat Arsura, comuna Arsura             | Cetățuia Mogoșești | sec. IV - III a. Chr. |            |            | Încărcați imagine | Raportați eroare |
| 162158.02.01 (Cod LMI: VS-I-m-B-06660.05) | Situl arheologic de la Arsura / ansamblu anonim (Categorie: locuire) (Tip: Așezare)                                        | sat Arsura, comuna Arsura             |                    | sec. IV               |            |            | Încărcați imagine | Raportați eroare |
| 162158.02.02 (Cod LMI: VS-I-m-B-06660.04) | Situl arheologic de la Arsura / ansamblu anonim (Categorie: locuire) (Tip: Așezare)                                        | sat Arsura, comuna Arsura             |                    | sec. VI - VII         |            |            | Încărcați imagine | Raportați eroare |
| 162158.02.03 (Cod LMI: VS-I-m-B-06660.03) | Situl arheologic de la Arsura / ansamblu anonim (Categorie: locuire) (Tip: Așezare)                                        | sat Arsura, comuna Arsura             |                    | sec. VIII - IX        |            |            | Încărcați imagine | Raportați eroare |
| 162158.02.04 (Cod LMI: VS-I-m-B-06660.01) | Situl arheologic de la Arsura / ansamblu anonim (Categorie: locuire) (Tip: Așezare)                                        | sat Arsura, comuna Arsura             |                    | sec. X - XI           |            |            | Încărcați imagine | Raportați eroare |
| 162158.02.05 (Cod LMI: VS-I-m-B-06660.02) | Situl arheologic de la Arsura / ansamblu anonim (Categorie: locuire) (Tip: Necropolă)                                      | sat Arsura, comuna Arsura             |                    | sec. X - XI           |            |            | Încărcați imagine | Raportați eroare |